# Metod Trobec
Metod Trobec (6. června 1948 Planina nad Horjulom – 30. května 2006 Dob pri Mirni) alias „Vrah Vampýr“, v západních zemích známý i pod nepřesným jménem „Metod Torinus“ byl jugoslávský sedlák a sériový vrah.

## Vraždy
Mezi říjnem 1977 a prosincem 1979 znásilnil, umučil a uškrtil v okolí vesnice Dolenja Vas(dnes obec Ribnica ve Slovinsku) prokazatelně pět žen mezi 18 a 52 lety věku. Byly to: Vida Markovič (18), Marjana Cankar (52), Urška Brečko (20), Ana Plevnik (42) a Zorka Nikolič (35 let).

### Odhalení
Po jednom loupežném útoku na turistku z Německa, která poskytla dobrý popis pachatele, navštívila Torinusovu farmu milice. Když její příslušníci otevřeli pec, objevili v ní mnoho lidských kostí a lebek. Soudní znalec došel k závěru, že patří pěti pohřešovaným ženám.

### Vězení
Metod Torinus se plně přiznal, 10. prosince 1980 byl uznán vinným ze spáchání pěti vražd a odsouzen k trestu smrti, nicméně krátce poté mu byl trest snížen na 20 let žaláře. Vzhledem k tomu, že se dvakrát pokusil zabít spoluvězně (v květnu 1988 a 28. srpna 1992), mu byl trest prodloužen o dalších 15 let. Ten mu měl vypršet 5. března 2015, ale 30. května 2006 byl ve věku 58 let nalezen v cele oběšený. Ve vězení byl celkem 27 let.